# Mentawai (Volk)

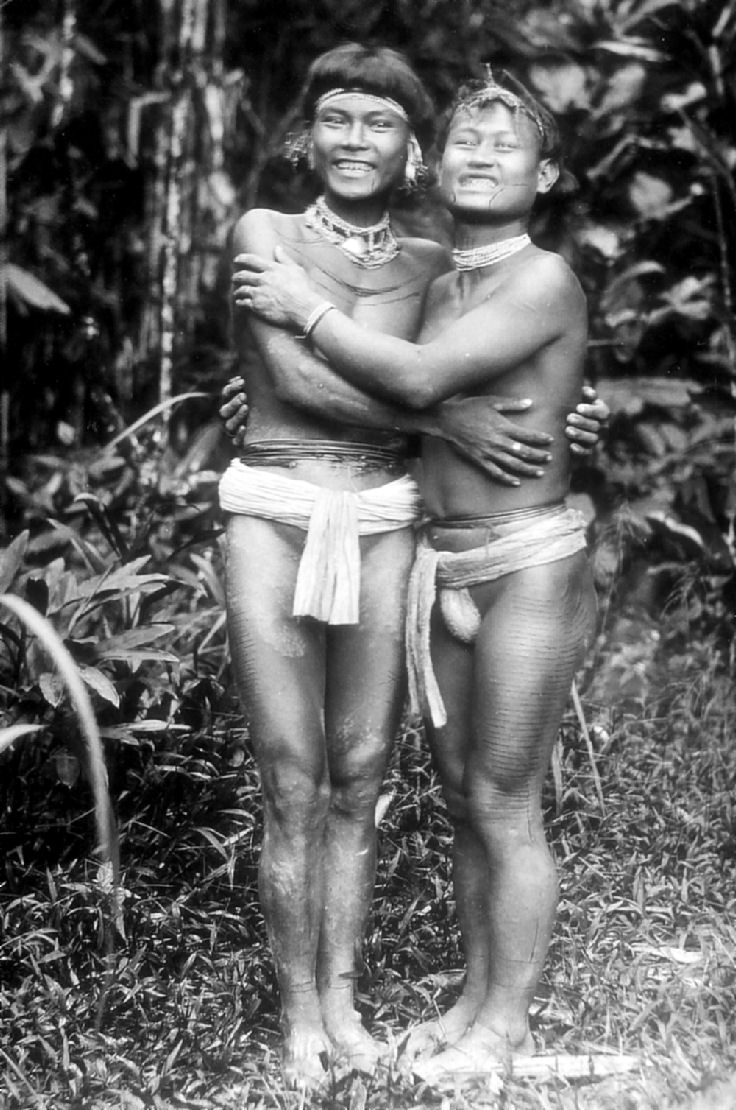
Mentawai, 1895

Die Mentawai (auch Mentawei oder Mentawi) sind eine Ethnie auf den Mentawai-Inseln in der indonesischen Provinz Westsumatra und gelten als deren Ureinwohner. Die Mentawai leben als halbnomadische Jäger und Sammler in den Küsten- und Regenwaldgebieten der Inseln und sind außerdem einer der ältesten Stämme Indonesiens. Ihnen sind etwa 64.000 Menschen zugehörig. Die Mentawai-Sprache gehört zu den austronesischen Sprachen.

## Geschichte
Vermutlich kamen die Mentawai ursprünglich aus Sumatra und zogen über Nias auf die damals noch kaum bevölkerten Inseln von Siberut. Seit den 1970er Jahren steht die Gesellschaft mehrfach im Konflikt mit Maßnahmen der indonesischen Regierung und kämpft seitdem um den Erhalt ihrer Kultur.
So werden zur Gewinnung von Palmöl mit staatlichen Lizenzen weite Bereiche des Lebensraums der Mentawai abgeholzt. Zurückgedrängt werden die Gemeinschaften außerdem durch die verstärkte Migration von Indonesiern aus Java, was zu Programmen wie dem Projekt Transmigrasi führte, bei dem 20.000 Mentawai von der indonesischen Regierung umgesiedelt wurden.
Unter Einfluss der islamischen Gesellschaft Indonesiens werden die Mentawi zudem mit Missionarsarbeit konfrontiert. Im Interesse des Islam sei ihnen die Schweinezucht verboten und eine Kleiderordnung auferlegt worden.

## Kultur und Gesellschaft

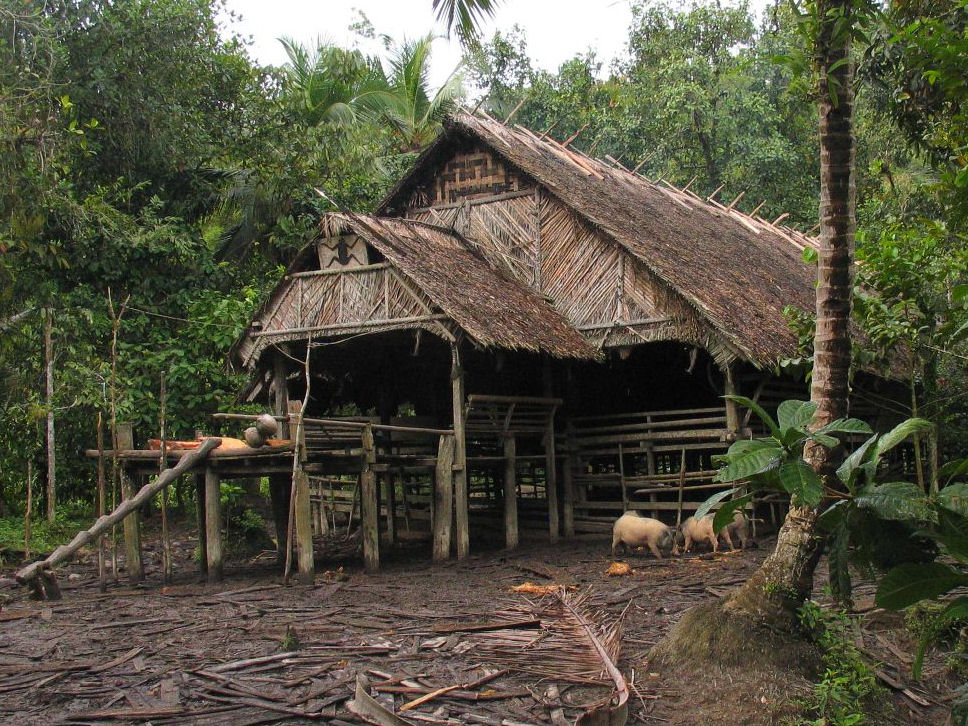
Das Uma ist das traditionelle Gemeinschaftshaus

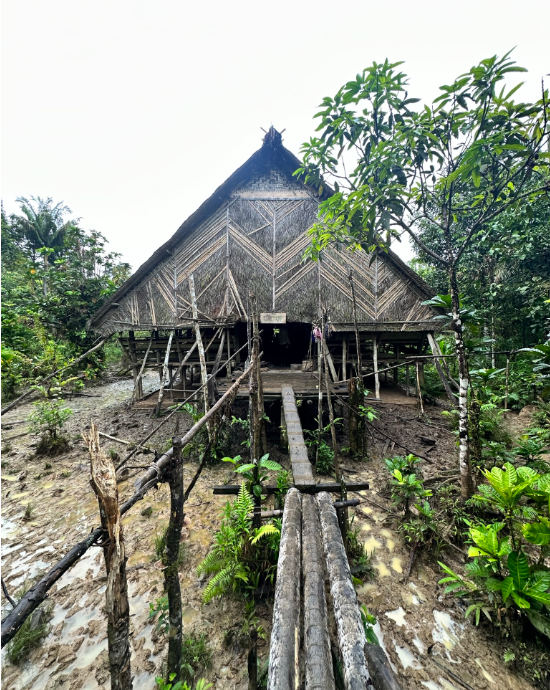
Der Zugang zum Uma

Die Mentawi leben in einer klassen- und hierarchielosen Gesellschaft und pflegen eine ausgeprägte Spiritualität. Ihre animistische traditionelle Religion befasst sich vor allem mit den Naturgeistern, nämlich dem des Himmels, der Erde, des Meeres und des Dschungels. Menschen, Tieren und Pflanzen besitzen darin eine Seele. Böse Geister werden als Verursacher von Krankheiten betrachtet. Eine besondere Achtung gebührt den Schamanen, die als einzige den rituellen Tanz aufführen. Das Glaubenssystem wird als Arat Sabulungan bezeichnet. Es verbindet die übernatürlichen Kräfte der Ahnengeister mit der Ökologie des Regenwaldes. Arat bedeutet Sitte, Sa bedeutet um und Bulungan bedeutet Blatt. Der Name Sabulungan wurde genutzt, weil bei diesem rituellen Ereignis immer Blätter verwendet werden, von denen angenommen wird, dass sie die menschlichen Beziehungen zu Gott namens Ulau Manua vermitteln. Arat Sabulungan lehrt, dass es ein Gleichgewicht zwischen Natur und Mensch gibt. Das heißt, der Mensch sollte die Natur und alles wie Pflanzen, Wasser und Tiere so behandeln, wie er sich selbst behandelt.

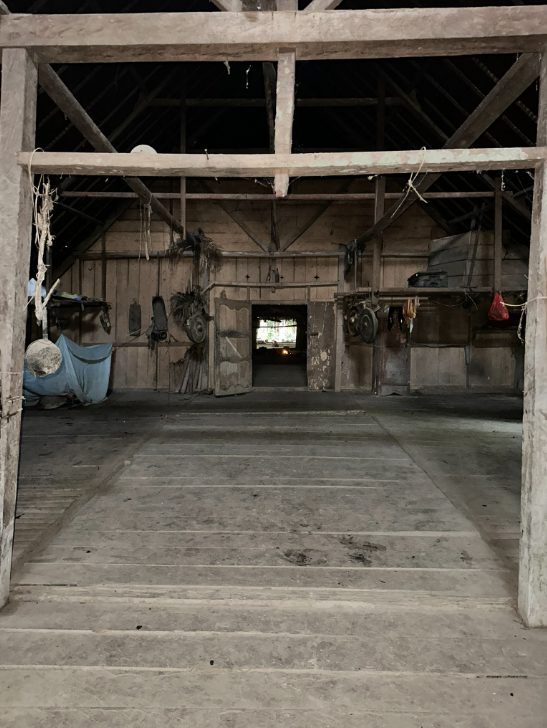
Ein Uma von Innen, vom hintersten Raum aus gesehen

In einer traditionellen Mentawai-Siedlung dient das „Uma“ als zentrales Versammlungs- und Gemeinschaftshaus und spiritueller Rückzugsraum zur Erbringung von Opfergaben. Uma-Langhäuser sind rechteckig und haben an jedem Ende eine Veranda. Sie können eine Fläche von 300 m² haben. Sie sind auf Pfählen gebaut und haben traditionell keine Fenster. Die Innenräume sind durch Trennwände mit Verbindungstüren in verschiedene Wohnräume unterteilt. Um sich vor diesen Geistern zu schützen, werden Fetischstöcke an den Eingängen der Blockmauer angebracht, die das Dorf umgibt und befestigt und als Viehstall dient. Der vordere Raum ist ein Gemeinschaftsraum, der zweite Raum dient als Schlafsaal für Männer und der hintere Raum für Frauen. Auch Ehepaare schlafen nicht gemeinsam im Uma, ihnen stehen mit Laleps eigene Häuser zur Verfügung. Rings um das Uma befinden sich diese als Laleps bezeichneten und ebenfalls mit Altaren bestückten Einfamilienbehausungen. Häuser ohne Altar werden Rusuk genannt.
Die Mentawai leben als Jäger und Sammler und der Haltung von Haustieren wie Schweinen, Hunden und Hühnern. Dabei sind die Frauen zuständig für das Sammeln von Früchten und Muscheln und den Fang von Krebstieren und Fischen, während die Jagd und Viehzucht die Aufgabe der Männer darstellt. Wichtigster Nahrungsbestandteil ist von beiden Geschlechtern gewonnene Sago.
Traditionelle Kleidung ist der Lendenschurz, der allerdings weitläufig von moderner Kleidung wie Hosen und T-Shirts abgelöst wurde. Traditionell laufen die Mentawai barfuß, es haben sich aber auch Flip-Flops und Gummistiefel durchgesetzt.

### Körpermodifikationen

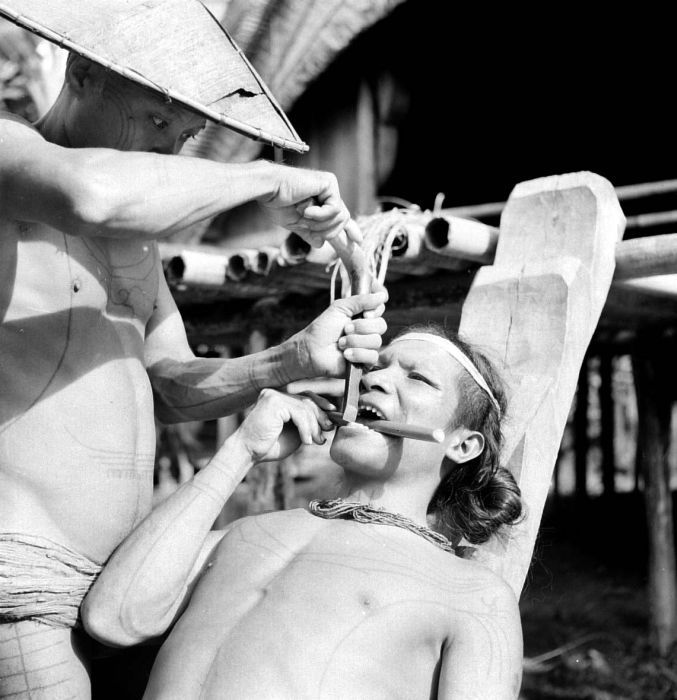
Anspitzen der Zähne

Ähnlich anderen indigenen Völkern Südostasiens betreiben die Mentawai ebenfalls eine Form der kosmetischen Zahnbehandlung, bei der die Form der Zähne permanent verändert wird (ähnlich bei den Aeta und bei der Philippinischen Stammestätowierung). Außerdem dekorieren sie Körper und Gesicht mit speziellen Tätowierungen, die zu den ältesten der Geschichte zählen. Sie dienen sowohl als Schönheitsmal, als auch dem Gleichgewicht zwischen Körper und Universum. Nach dem Glauben der Mentawai können sie zudem nach ihrem Tod anhand der Tätowierungen von ihren Vorfahren erkannt werden.
Die Muster der Tätowierungen sollen dabei die Form eines Sago-Baums und anderer Pflanzen nachbilden und werden als Symbol von Stärke verstanden. Dabei stehen die halbkreisförmigen Linien auf der Brust für die Blüte der Pflanze. Ringförmige Streifen auf den Beinen bilden den Stamm nach. Weitere Muster auf und Händen symbolisieren die Rinde.
Gestochen werden die zunächst vorgezeichneten Tätowierungen traditionell mit einem Dorn des Zitronenbaums. Dazu wird der mit dem Dorn bestückte Zweig gegen die Haut gehalten und mit einem zweiten Zweig mit hammerschlagartigen Bewegungen auf die Haut gehauen, wodurch der Dorn die Farbe unter die Haut sticht. Die Vorrichtung kann jedoch auch mit einem Nagel nachgebaut sein. Die frisch gestochene Tätowierung wird anschließend mit Heilkräutern und Wasser gereinigt, um Infektionen vorzubeugen.
Beeinflusst durch die moderne Gesellschaft, verlieren diese traditionellen Modifikationen allerdings zunehmend an Bedeutung.